# Bakmes
Bakmes är ett danssätt inom traditionell folklig dans (folkdans) och gammaldans som förekommer till många olika musiktyper i både 2/4-, 3/4- och 4/4-takt. Bakmes dansas av ett danspar. Någon speciell bakmesmusik finns egentligen inte, utan bakmes är snarare ett sätt att dansa om åt "bakvänt håll". Paret dansar inbördes motsols runt samtidigt som man rör sig i valsbana motsols runt i rummet. Till skillnad mot medsols omdansning i till exempel de flesta polskor, där paret roterar ett varv medsols per takt, dansar paret i bakmes runt ett varv motsols på två takter. Ofta förekommer bakmes som ett kompletterande dansmotiv till vanlig medsols omdansning. Eftersom man vid motsols omdans i valsbana måste dansa om ett extra kvarts varv när ett hörn passeras, är motsols omdansning svårare än motsvarande medsols omdansning, där man istället vinner ett kvarts varv vid varje hörn. Att dansa om motsols med ett varv per takt är därför oftast ansträngande, varför danssättet bakmes med två takter per varv, är vanligt att kombinera med medsols omdans med ett varv per takt. 
Spegelvänds bakmes (till medsols omdansning) kallas danssättet frammes eller stigvals.   

## Historik
Bakmes är ett äldre sätt att rotera på. Bakmes dansades till en början på fläck, men efter valsens ankomst dansas den i valsbana, det vill säga i en bana motsols runt i rummet.

## Exempel på några sätt att dansa bakmes
I bakmes roterar paret ett varv motsols på två takter. Det finns många varianter av bakmes men alla bygger på att man växelvis dansar förbi varandra i yttervarv och växelvis dansar nästan på stället i innervarv, så att partnern kan passera.    
Man dansar inte med samma placering till varandra som i polska (där paret dansar något förskjutna åt vänster så att höger fot är mellan partnerns fötter). Istället placerar man sig till höger om varandra, nästan höft mot höft och snurrar motsols, motsatt håll mot polskan. Fattningen (hur man har händer och armar) är oftast omvänd mot polskefattningen men i vissa danser med bakmes och polska (till exempel Gammalvänster från Oviken) bibehåller man polskeomdansningens fattning också i bakmesen.   
Det finns många sätt att dansa bakmes. Nedan beskrivs en enkel variant (Bakmes från Transtrand) där de som dansar dam respektive kavaljer har samma steg och man dansar på ett och tre. 

### Bakmes från Transtrand
En relativt lätt beskriven variant är Bakmes från Transtrand där både dam och kavaljer dansar om med vänster försteg. Samtidigt som kavaljeren dansar sitt sista försteg uppstannande börjar damen dansa bakmes framför och förbi kavaljeren, som för damen över till sin vänstra sida så att paret kan ta omdansfattning. Därefter dansar kavaljeren sitt första bakmessteg, (1) i beskrivningen. Damen har då hunnit till (4) i beskrivningen. (Taktdelarna i två takter kallas här taktdel 1 till 6.):  
Vänster steg framåt och foten isätts något vriden åt vänster (1) direkt följt av rotation på fotbladet (fotens framdel), höger fot isätts ett kort steg framåt pekande inåt dansgolvet (3), rotation ett halvt varv på höger fotblad, vänster fot isätts med hålfoten bakom vänster klack (4) och foten pekande mot vägg, höger fot isätts efter ett kort steg framåt pekande i dansriktningen (6). Dam och kavaljer har samma steg men inte på samma takt. (Denna beskrivning är inte komplett utan förenklad.) 

### Andra sätt att dansa bakmes
Kavaljer och dam dansar ofta inte samma steg och framförallt damen brukar ofta dansa hela eller delar av varvet med steg på varje taktdel. Ibland är steget på första taktens första taktdel synkoperat, dvs ena foten isätts på föregående takts (3å) och nästa på (1).  
På många orter har man dansat omväxlande bakmes och polska eller bakmes och hambo (till exempel Bakmes från Lillhärdal). Intressant att notera vid kombinationen polska och bakmes är att man i Värmland och Västerdalarna tenderade att börja med bakmes och därifrån växla till polska och tillbaks, medan man i Jämtland dansade polska först och sedan bakmes. 
Då bakmesen går att dansa i både tre- och tvåtakt har man på några håll även växlat mellan bakmes och till exempel schottis. Från orterna Kall och Mattmar i Jämtland finns således följande kombinationer beskrivna: Polska och bakmes, Stigvals och bakmes, Polka och bakmes samt Schottis och bakmes.

### Ingående beskrivningar av olika bakmesvarianter
Många varianter av bakmes beskrivs bland annat i Svenska Folkdansringens "blå boken", "röda boken" och "apelsinboken".

## Kommentar
1. ↑   Musikaliskt innebär det en åttondelsnot före taktdel 1